# كومو (أورن)
كومو هي بلدية في أورن في شمال غرب فرنسا.